# Lunda Norte (tỉnh)

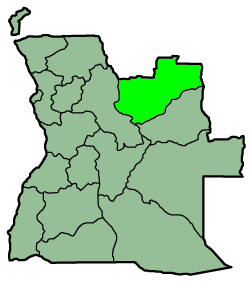
Bản đồ Angola với tỉnh được bôi đậm

Lunda Norte là một tỉnh của Angola, giáp biên giới với các tỉnh Bandundu, Kasai-Occidental và Katanga của CHDC Congo. Diện tích tỉnh này là 103.000 km² với dân số khoảng 850.000. Tổng thống đầu tiên của Angola, Agostino Neto, đã chọn Lucapa làm tỉnh lỵ sau khi độc lập, nhưng tỉnh lỵ sau đó đã được dời đến Dundo. Các đô thị trong tỉnh này bao gồm 
Shah-Muteba, Cuango, Capemba-Camulemba, Lubalo, Caungula, Cuilo, Chitato-Dundo, Lucapa và Caumbo. Tỉnh này có nhiều mỏ kim cương nhưng vẫn nghèo khổ và kém phát triển.
Lunda Norte là nơi sinh sống của các dân tộc Cokwe (Tshoquoe), Lunda, và các bộ lạc khác.